# Albertverein
Der Albertverein (zeitgenössisch auch Albert-Verein) war ein im Jahr 1867 in Dresden gegründeter Frauenverein des Roten Kreuzes. Die Stiftung erfolgte auf Initiative Prinzessin Carolas von Sachsen, die diesen zu Ehren ihres Ehegatten,  Prinz Albert, benannte. Carola von Sachsen folgte mit dieser Gründung dem Beispiel Luise von Badens, die bereits im Jahre 1859 den ersten badischen Frauenverein vom Roten Kreuz sowie die zugehörige badische Schwesternschaft vom Roten Kreuz, die so genannten „Luisenschwestern“, ins Leben gerufen hatte.

## Vereinszweck und Geschichte
Zweck war die Versorgung Verwundeter im Krieg und damit die Unterstützung des militärischen Sanitätswesens. In Friedenszeiten lag seine Aufgabe darin, Schwestern (Albertinerinnen) für Kriegszeiten auszubilden sowie sich karitativ in der Armenpflege zu betätigen. In Sachsen gründeten sich zahlreiche Zweigvereine, die hauptsächlich der Mitgliederwerbung und Finanzierung des Hauptvereins dienten. Die Ausbildung der Albertinerinnen erfolgte ausschließlich in Dresden und dem größten Nebenverein in Leipzig. Ab 1878 verfügte der Albertverein mit dem von Theodor Friedrich in der Johannstadt neu errichteten Carolahaus über sein eigenes Krankenhaus, in dem zugleich die Schwesternausbildung und -unterbringung erfolgte. Außerdem betrieb er weitere Pflegeeinrichtungen im Königreich Sachsen.
Der Albertverein war als Frauenverein vom Roten Kreuz fest in die Organisation der Freiwilligen Kriegskrankenpflege integriert und leistete wohl den größten Beitrag zur weiblichen Kriegskrankenpflege im Königreich Sachsen während des Ersten Weltkriegs. Außerdem kann er als sächsisches Pendant zum Vaterländischen Frauenverein und Badischen Frauenverein betrachtet werden.
Anlässlich des 25-jährigen Bestehens des Albertvereins stiftete König Albert die Carola-Medaille für Personen, die sich auf dem Gebiet der hilfreichen Nächstenliebe im Krieg oder im Frieden besondere Verdienste erworben hatten.

## Kriegskrankenpflege

### Deutsch-Französischer Krieg
Im Zuge des  Deutsch-Französischen Krieges kam es zu einer ersten Zusammenarbeit des Frauenvereins mit dem Landesverein zur Pflege verwundeter und erkrankter Krieger im Königreiche Sachsen (ab 1898: Landesverein vom Roten Kreuz im Königreich Sachsen). Die Kooperation mit dem Männerverein wirkte nur für die Dauer des Krieges. Erst ab 1888 entstand eine dauerhafte, gemeinsame Tätigkeit beider Vereine unter dem eigens gegründeten Landesausschuss der Vereine vom Roten Kreuz im Königreich Sachsen.
Der Albertverein stellte 16 Albertinerinnen für die Krankenpflege im Kriegsgebiet zur Verfügung. 167 Krankenpflegerinnen des Albertvereins leisteten im Heimatgebiet die Versorgung der Verwundeten.

### Erster Weltkrieg
Während des Ersten Weltkrieges übernahm der Albertverein als Rotkreuz-Verein im Wesentlichen die komplette Organisation des weiblichen Krankenpflegepersonals für die Etappe und das Heimatgebiet im Königreich Sachsen. Der Hauptverein Dresden zeichnete für den Bereich des XII. Armeekorps verantwortlich, während der Zweigverein Leipzig das Gebiet des XIX. Armeekorps abdeckte.
Aufgrund des höheren Bedarfs an Pflegepersonal wurden, zu den anfänglich 220 Albertinerinnen des Hauptvereins, im Verlauf des Krieges 169 neue Albertinerinnen allein in Dresden ausgebildet. Seit 1909 bot der Albertverein Kurse für Rotkreuz-Helferinnen an. Mit Kriegsbeginn wurden diese verstärkt angeworben. Ab 1915 setzte die Ausbildung von Hilfsschwestern ein. Insgesamt erfolgten 1305 Ausbildungen von Frauen zwischen 1914 und 1919 im Carolahaus. Außerdem wurden für den sächsischen Landesverein vom Roten Kreuz 61 Krankenwärter ausgebildet.
Über den Albertverein stellten sich auch Schwestern anderer Pflegeorganisationen und freie Schwestern in den Dienst der freiwilligen Krankenpflege. Dem Hauptverein war es daher möglich, 831 Frauen für die Etappe und 811 Frauen für den Einsatz in Heimatlazaretten bereitzustellen.
In den Jahren 1914–1919 verstarben 16 der im Dienst des Albertvereins stehenden Krankenpflegerinnen. Sieben davon im Heimatgebiet. Die Haupttodesursache waren Infektionskrankheiten. Nur eine Schwester kam durch direkte Kriegseinwirkung ums Leben, während eine andere aufgrund ihres Alters verstarb.

## Nachkriegszeit
Die wirtschaftliche Krise der Nachkriegszeit und das Ende der Monarchie in Sachsen, welche eine der größten finanziellen und politischen Rückhalte bildete, wirkten sich ebenso auf den Albertverein aus. Das Carolahaus musste infolge an die Stadt Dresden verkauft werden. Nur über einen Nutzungsvertrag wurde es weiterhin vom Albertverein betrieben. Die Rücklagen in den Schwesternkassen waren durch die  Inflation wertlos geworden. 1925 verzeichnete der Hauptverein Dresden sogar weniger Schwestern als der Leipziger Zweigverein. Die zahlreichen kleineren Zweigvereine blieben weiterhin bestehen, zeigten sich aber in ihren Aktivitäten zurückhaltend.
Zwar erholte sich der Albertverein bis 1925 wirtschaftlich einigermaßen, jedoch konnte er nicht mehr an die Leistungsfähigkeit und Bedeutung für die regionale Krankenpflege der Vorkriegsjahre anknüpfen. 1930 musste das Carolahaus endgültig geschlossen werden.

## Persönlichkeiten
Anna von Zimmermann (geb. 1863 im heutigen Lettland) war im ausgehenden 19. Jahrhundert stellvertretende Operationsschwester im Carolahaus in Dresden. Sie wurde zu einer Ideengeberin im Rotkreuz-Schwesternwesen. Als Oberin der Rotkreuzschwesternschaft des Albertzweigvereins in Leipzig nahm sie Einfluss auf die Rotkreuzschwestern-Erziehung und Oberinnenausbildung. Sie plädierte für eine Tuberkuloseheilanstalt für an dieser Krankheit erkrankten Rotkreuzschwestern. A. v. Zimmermann wurde 1925 mit der Florence-Nightingale-Medaille ausgezeichnet. In den Jahren zwischen 1926 und 1935 war sie Vorsteherin der „Oberinnen-Vereinigung im Deutschen Roten Kreuz.“ Ihre Nachfolgerin wurde Luise von Oertzen.